# طلال الحاج
طلال الحاج هو مراسل صحفي عراقي أمريكي ومدير مكتب قناة العربية في نيويورك. عمل سابقا مراسلا لقناة الجزيرة في الولايات المتحدة وعمل لمدة طويلة في بي بي سي.

## حياته وتعليمه
عاش سابقًا في المملكة المتحدة لأكثر من 30 عامًا حيث درس وحصل على درجة الماجستير في الصحافة الإذاعية من جامعة وستمنستر في عام 1995 أثناء عمله في هيئة الإذاعة البريطانية في لندن.